# Гудзь Валерій Федорович
Вале́рій Фе́дорович Гу́дзь (12 лютого 1971, Бориспіль, Київська область, УРСР, СРСР — 12 березня 2022, Луганська область, Україна) — український військовослужбовець, полковник Збройних Сил України, командир 24-ї окремої механізованої бригади (2017—2020). учасник російсько-української війни: пройшов бої в секторі «Д» на кордоні з РФ (2014), в районі Волновахи (2014—2016), в районі Авдіївки (2017). Загинув в ході відбиття російського вторгнення в Україну на Луганщині. Герой України (16 березня 2022, посмертно).

## Життєпис
В 1991 році, коли розпався СРСР, Валерій Гудзь, курсант випускного курсу Рязанського вищого повітрянодесантного командного училища, подав рапорт на ім'я начальника училища про своє переведення до Збройних Сил України. 10 років проходив військову службу в Збройних Силах України, зокрема, у 79 ОАМП в м. Миколаєві. Звільнився в запас у званні майора.
В мирний час мешкав у рідному місті Борисполі, працював викладачем Бориспільського професійно-технічного ліцею. Майстер спорту з боксу, тренер з боксу районної спортивної школи, викладач основ захисту Вітчизни та фізичної культури і здоров'я ДПТНЗ «Бориспільського професійного ліцею», де працював з 2006 року. Ініціатор та засновник військово-патріотичного клубу «Боривітер», обирався депутатом Бориспільської районної ради VII скликання.

### Російсько-українська війна
З початком російської збройної агресії проти України гвардії майор запасу, десантник Валерій Гудзь в березні 2014 року прибув до військкомату, щоб поновитися на службі. Йому запропонували посаду командира взводу механізованої бригади, і він одразу ж погодився. Був зарахований до 72 ОМБр (в/ч А2167, м. Біла Церква). Влітку 2014 року був призначений командиром роти. Пройшов бої в секторі «Д» на кордоні з РФ, під вогнем російських «Градів», в Луганській області (Червонопартизанськ). 28 серпня 2014 року, під час бою у місті Старобешеве Донецької області, був поранений.
У вересні 2014 року Валерій Гудзь був призначений командиром 3-го батальйону 72 ОМБр.
Брав участь у боях в районі Волновахи: під Петрівським, Білою Кам'янкою і Новоласпою. Під його керівництвом розроблялися і проводились також операції по взяттю під контроль ЗС України териконів довкола Докучаєвська, захопленню панівних висот в степах Приазов'я.
На початку 2015 року отримав звання підполковника, а вже в липні 2015 року був призначений на посаду заступника командира бригади.
З грудня 2017 року і до 2020 року — командир 24 ОМБр. Брав участь у боях в районі Авдіївки, протидії танковим атакам. Маючи командирський талант та значний бойовий досвід, своїми рішеннями неодноразово рятував життя солдат. У 2017 році познайомив Юрія Капустяка і Дмитра Коцюбайла, котрі також отримали звання "Народний Герой України" і згодом разом якісно воювали в Мар`їнці та у 2022-2023 у складі 67-ї бригади. 
У листопаді 2019 року, наказом Міністра оборони України, Валерію Гудзю достроково було присвоєно військове звання полковника.
З початком повномасштабного вторгнення рашистів в Україну був слухачем Національного університету оборони України імені Івана Черняховського, повернувся до 24 ОМБр для організації її підсилення. 
На початку березня 2022 року, нетривалий час, брав участь в заходах посилення оборонної роботи в Одеській ОВА.
У березні 2022 року спланував та особисто очолив проведення наступальної операції щодо зачищення околиць Попасної від російських військ.
12 березня 2022 року, в ході відбиття російського вторгнення в Україну загинув на Луганщині.
15 березня 2022 року похований у місті Борисполі на Київщині.

## Родина
- донька Ганна, 2001 р.н., займається легкою атлетикою[12].
- син Владислав, 1993 р.н., майстер спорту з боксу, 200 переможних боїв; офіцер ЗСУ, учасник російсько-української війни.
- дружина Маргарита Гудзь, вчитель у Академічному Ліцеї імені Костянтина Могилка м. Борисполя.

## Нагороди
- Звання «Герой України» з врученням ордена «Золота Зірка» (16 березня 2022, посмертно) — за особисту мужність і героїзм, виявлені у захисті державного суверенітету та територіальної цілісності України, вірність військовій присязі[13].
- Орден Богдана Хмельницького III ступеня (26 лютого 2015) — за особисту мужність і героїзм, виявлені у захисті державного суверенітету та територіальної цілісності України, високий професіоналізм, вірність військовій присязі[14].
- Недержавна відзнака Орден «Народний Герой України» (2 квітня 2017)[15].
- Орден Архистратига Михаїла ІІ ступеня (1 жовтня 2019) — вручив перший заступник голови СУВД протоієрей Тарас Мельник[16].

## Вшанування пам'яті
2021 року до ювілею полковника Валерія Гудзя йому було присв'ячено пісню «Комбату» музикантом та волонтером Христиною Панасюк, через рік відзнято кліп.
У 2022 році на честь Валерія Гудзя в родинному місті названо вулицю та провулок.